# Waldow
Waldow (così anche in basso sorabo) è una frazione del comune tedesco di Spreewaldheide, nel Land del Brandeburgo.